# 伊比拉马
伊比拉马是巴西圣卡塔琳娜州的一个市镇。总面积246.705平方公里，总人口16716人，人口密度67.8人/平方公里。